# Mairbek Salimov
Mairbek Salimov, född 1 juli 2002, är en polsk brottare som tävlar i grekisk-romersk stil. Hans bror Arslanbek Salimov är också brottare.

## Karriär
Vid EM 2025 i Bratislava tog Salimov brons i 63 kg-klassen efter att ha besegrat ukrainske Andrii Semenchuk i bronsmatchen.